# Liste der Baudenkmale in Potsdam/E
Dieser Teil der Liste beinhaltet die Denkmale in Potsdam, die sich in Straßen befinden, die mit E beginnen. Der Stand der Liste ist der 31. Dezember 2020.

## Legende
In den Spalten befinden sich folgende Informationen:
- ID-Nr.: Die Nummer wird vom Brandenburgischen Landesamt für Denkmalpflege vergeben. Ein Link hinter der Nummer führt zum Eintrag über das Denkmal in der Denkmaldatenbank. In dieser Spalte kann sich zusätzlich das Wort Wikidata befinden, der entsprechende Link führt zu Angaben zu diesem Denkmal bei Wikidata.
- Lage: die Adresse des Denkmales und die geographischen Koordinaten. Link zu einem Kartenansichtstool, um Koordinaten zu setzen. In der Kartenansicht sind Denkmale ohne Koordinaten mit einem roten beziehungsweise orangen Marker dargestellt und können in der Karte gesetzt werden. Denkmale ohne Bild sind mit einem blauen bzw. roten Marker gekennzeichnet, Denkmale mit Bild mit einem grünen beziehungsweise orangen Marker.
- Bezeichnung: Bezeichnung in den offiziellen Listen des Brandenburgischen Landesamtes für Denkmalpflege. Ein Link hinter der Bezeichnung führt zum Wikipedia-Artikel über das Denkmal.
- Beschreibung: die Beschreibung des Denkmales
- Bild: ein Bild des Denkmales und gegebenenfalls einen Link zu weiteren Fotos des Baudenkmals im Medienarchiv Wikimedia Commons

## Baudenkmale
| ID-Nr.   | Lage | Bezeichnung | Beschreibung | Bild |
| -------- | --- | --- | --- | --- |
| 09155101 | Nördliche Innenstadt Ebräerstraße 4 (Lage) | Bürgerliches Wohnhaus | Baujahr: 1785 Architekt: Andreas Ludwig Krüger | Bürgerliches Wohnhaus |
| 09155102 | Nördliche Innenstadt Ebräerstraße 8 (Lage) | Bürgerliches Wohnhaus | Baujahr: 1785 | Bürgerliches Wohnhaus |
| 09155837 | Waldstadt I Eduard-Claudius-Straße 1-20, 39-54 (Lage) | Kriegsbeschädigtensiedlung „Saarlandanger“ | Bauzeit: 1933–1935 Architekten: Paul Mebes und Paul Emmerich Die Siedlung im Heimatschutzstil entspricht der nationalsozialistischen Architekturauffassung. Mit ihrer Benennung sollte die Wiedereingliederung des Saargebietes in das Deutsche Reich gewürdigt werden. | Kriegsbeschädigtensiedlung „Saarlandanger“ |
| 09156138 | Bornstedt Eichenallee 29, 30, 31, 32, 33, 34 (Lage) | Doppelwohnhäuser mit Hausgärten, Erweiterungsfläche und Hausgarten Göritz | Der Hausgarten Eichenallee 31 wurde von dem Gärtner und Landschaftsarchitekten Hermann Göritz geschaffen. | [[Vorlage:Bilderwunsch/code!/C:52.408804,13.018122!/D:Bornstedt Eichenallee 29, 30, 31, 32, 33, 34, Doppelwohnhäuser mit Hausgärten, Erweiterungsfläche und Hausgarten Göritz!/\|BW]]                                  |
| 09155790 | Jägervorstadt Einsiedelei 1 (Lage) | Einsiedelei | Die sogenannte Einsiedelei war ehemals das Diensthaus des Aufsehers einer am Fuß des Ruinenbergs gelegenen Baumschule. Das ursprünglich eingeschossige Gebäude mit Satteldach und neugotischer Eingangstür ließ Friedrich Wilhelm IV. 1856 durch Ludwig Ferdinand Hesse im italienischen Landhausstil umgestalten. Als Vorbild diente die Casa Cenci im Garten der Villa Borghese in Rom. | Einsiedelei |
| 09156186 | Jägervorstadt Einsiedelei, Kurt-von-Plettenberg-Straße 7, 8, 37, Kutscherweg 2-34 (gerade), Reitbahnstraße 13-22, Pappelallee 34a-d, 35a-35g, Sattlerstraße 6-34 (gerade), 13-21 (ungerade), Schmiedegasse 2, 4-21, 23-65 (ungerade) (Lage) | Kaserne des 1. Garde-Ulanen-Regiments Ruinenbergkaserne mit Mannschaftsgebäude, Stallgebäude, Beschlagschmiede, drei L-förmigen Stallgebäuden und zwei Reithäusern, Latrinenhaus, Krankenstall sowie Einfriedungsmauer | Als die Kaserne am Luisenplatz (siehe Luisenplatz 9) den Anforderungen des 1. Garde-Ulanen-Regiments nicht mehr genügte, entstand von 1885 bis 1889 östlich des Ruinenbergs ein neuer, fast 9 ha großer Kasernenkomplex im neugotischen Stil. Die feierliche Eröffnung fand 1891 durch Wilhelm II. statt. Nach Auflösung des 1. Garde-Ulanen-Regiments 1919 wurde die Anlage von Reichswehr- und Wehrmachtstruppen belegt, ab 1945 von der Roten Armee und von 1956 bis 1975 von der NVA. Anschließend nutzten die Militärhandelsorganisation (MHO), der Militärstaatsanwalt und eine Pioniereinheit den Kasernenkomplex. Nach der Wende befand sich im Hauptgebäude (An der Einsiedelei) eine Außenstelle vom Amt für Soziales und Versorgung, und nach 2000 entstand auf dem Areal eine Wohnanlage, das sogenannte „Kaiser-Wilhelm-Karree“. | Kaserne des 1. Garde-Ulanen-Regiments Ruinenbergkaserne mit Mannschaftsgebäude, Stallgebäude, Beschlagschmiede, drei L-förmigen Stallgebäuden und zwei Reithäusern, Latrinenhaus, Krankenstall sowie Einfriedungsmauer |
| 09155800 | Nauener Vorstadt Eisenhartstraße / Behlertstraße (Lage) | Denkmal für A. F. Eisenhart | | Denkmal für A. F. Eisenhart |
| 09156129 | Nauener Vorstadt Eisenhartstraße 4 (Lage) | Mietwohnhaus mit Waschhaus und Stallgebäude | | Mietwohnhaus mit Waschhaus und Stallgebäude |
| 09156130 | Nauener Vorstadt Eisenhartstraße 6 (Lage) | Mietwohnhaus mit Hintergebäude | | Mietwohnhaus mit Hintergebäude |
| 09156131 | Nauener Vorstadt Eisenhartstraße 7 (Lage) | Villa Thöns mit Stallgebäude | Bauherr: C. (oder H.) Thöns, Zimmermeister Bauzeit: 1875/76 Baumeister: C. Thöns | Villa Thöns mit Stallgebäude |
| 09156132 | Nauener Vorstadt Eisenhartstraße 8 (Lage) | Wohnhaus mit Gedenktafel für Ludwig Adolf Wiese, Vorgarten, Hof, Pflasterung, Einfriedung und Resten der ehemaligen Friedhofsmauer                                                                                     | Bauherr: C. Badstübner, Königlicher Baumeister Bauzeit: 1866/67 Baumeister: August Ernst Petzholtz, Hofbau- und Maurermeister | Wohnhaus mit Gedenktafel für Ludwig Adolf Wiese, Vorgarten, Hof, Pflasterung, Einfriedung und Resten der ehemaligen Friedhofsmauer                                                                                     |
| 09155746 | Nauener Vorstadt Eisenhartstraße 12 (Lage) | Bürgerliches Wohnhaus mit Gartenpavillon | | Bürgerliches Wohnhaus mit Gartenpavillon |
| 09156615 | Nauener Vorstadt Eisenhartstraße 18 (Lage) | Villa Hoguet mit Vorgarten und Einfriedung | Bauherr: L. Hoguet, Königlicher Ballettmeister Baujahr: 1871/72 Ausführung: F. Conrad, Zimmermeister | Villa Hoguet mit Vorgarten und Einfriedung |
| 09156273 | Nauener Vorstadt Eisenhartstraße 22 (Lage) | Mietwohnhaus | | Mietwohnhaus |